# Super Cat
Super Cat, de son vrai nom William Maragh, né le 25 juin 1963 à Kingston (Jamaïque), est un chanteur et musicien jamaïcain à l'origine du mouvement dancehall dans les années 1980 et 1990.

## Biographie
D'origine indienne et fils d'un maçon dans le bâtiment, il grandit dans le quartier de Sievright Garden où il entre au sound Soul Imperial Hi-Fi en qualité d'apprenti de Early B. Il va de sound en sound (Crystal Blue Flames, Supreme Love, Studio Mix, King Majesty, etc.) avant de résider au Kilimanjaro où, sous le nom de Catarak, il remplace le défunt Jim Brown au poste de DJ principal en 1980.
Deux ans plus tard, il enregistre son premier single Mr Walke en combinaison avec Bruck Back pour le label Techniques de Winston Riley. Après trois ans d'absence volontaire, il revient avec une vengeance et un nouveau nom : Super Cat. Avec Riley, c'est le cut Boops, un texte sur les rapports entre prostituées et maqueraux, qui le hisse au rang des DJ avec lesquels il faudra compter désormais.Cry Fi Di Yout est un autre tube qui révèle un côté plus sérieux et sensible de ce musicien.
Alors qu'il enregistre des singles pour George Phang, Jammy, Ranking Joe ou encore pour Tuff Gong, c'est avec Winston Riley qu'il travaille son premier album  paru en 1986 Si Boops Deh. Cette même année, il part pour Miami avec le sound Stur Mars, affilié au label Skengdown, pour lequel Super Cat fut le premier artiste à enregistrer. De cette collaboration nait le deuxième album, toujours en 1986  Sweets For My Swee avec des tubes commeVineyard Party, Sweets For My Sweet et surtout Mud Up. Un autre hit sera un morceau, alors considéré comme précurseur du style Ragga / Hip Hop, Wild Apache qui deviendra d'ailleurs et le nom de son propre label et son autre surnom.
En 1988, il vient habiter  Brooklyn (New York). Il enregistre un très bon album pour lequel il partage les crédits avec Jr Demus et Nicodemus Cabin Stabbin (expression jamaïcaine signifiant l'acte sexuel avec sa dulcinée).
Le 24 juin 1991, il aurait été prévenu par son petit frère, Junior Cat, de la présence de Nitty Gritty au magasin reggae Super Power, à Brooklyn. Depuis des années, une vieille querelle existait entre les deux hommes. L'altercation finit tragiquement par le décès de Nitty Gritty (voir bio). Parce que la justice a invoqué la légitime défense, Super Cat a pu éviter la prison.
Quoi qu'il en soit, il ne perd rien de sa verve et, toutes griffes dehors, il enregistre Ghetto Red Hot, Nuff Man A Dead (beaucoup  d'hommes (DJ) sont morts), un cut qui peut être considéré comme ironique sur les méfaits des armes chez les jamaïcains (Tenor Saw y est cité, Nitty Gritty non !).
Son plus gros tube sera Don Dadda (encore un autre surnom). Il participe à des combinaisons avec Trevor Sparks Dolly My Baby ou encore Heavy D ainsi qu'avec  Frankie Paul Big & Ready en 1990.
Il signe en 1992 chez une major américaine Columbia, ce qui lui permet d'avoir accès à un public plus large. L'album Don Dadda est perçu comme une pièce de qualité avec une production riche et variée. Ce succès lui permet de dépoussiérer son label Wild Apache, sur lequel, toujours en 1992, il produit Tiger, Sugar D, Papa San, Cutty Ranks ou encore le défunt Alton Black. Il se permet même une exposition internationale en enregistrant avec le groupe rap Kriss Kross Jump Up, vendu à des millions d'exemplaires dans le monde.

## Discographie
- Si Boops Deh (Techniques 1985)
- Boops (Skengdown)
- Sweets For My Sweet (Skengdown 1986)
- Don Dadda (Columbia 1992)
- with Nicodemus, Junior Demus, Junior - Cat The Good The Bad The Ugly And The Crazy (Wild Apache 1994)
- with Nicodemus, Junior Demus, Junior Cat - Cabin Stabbin (Wild Apache 1994)The Struggle Continues (Columbia 1995)